# Валентин Парнах: не здесь и не теперь
«Валентин Парнах: не здесь и не теперь» — российский документальный фильм, посвящённый музыканту, поэту, переводчику, танцору и хореографу Валентину Парнаху. Снят Михаилом Басовым в 2011 году.

## О фильме
- Режиссёр, оператор, сценарий, закадровый текст, монтаж, анимация — Михаил Басов.[1]
- Композитор — Роман Столяр.[1]
- Текст читают — М. С. Басов и М. М. Басов[2].

В фильме использованы разнообразнейшие материалы, от автобиографической повести Валентина Парнаха «Пансион Мобер» — до документов из архива его сына, Александра Валентиновича Парнаха. Документальные кадры, снятые в родовом гнезде Парнаха в Таганроге (в этом двухэтажном особняке прошло детство и его знаменитых сестер — поэтесс Софии Парнок и Елизаветы Тараховской), смонтированы с кадрами хроники, с фрагментами из фильмов Фернана Леже, Ман Рэя, Рене Клера, Дзиги Вертова, Жана Виго, Эжена Деслава, Евгения Славинского, Пауля Лени, со старинными фотографиями, рисунками. Активно использована анимация и элементы видеоарта.
Премьера фильма была приурочена к 120-летию со дня рождения Валентина Парнаха и состоялась 27 июля 2011 года в Молодёжном центре Таганрога.
6 октября 2012 года фильм был продемонстрирован в рамках юбилейного вечера, посвященного 90-летию российского джаза и основателю первого отечественного джазового оркестра Валентину Парнаху, состоявшегося в московской «Галерее на Чистых прудах». 7 октября фильм был продемонстрирован в клубе Алексея Козлова.
27 июля 2016 года фильм был продемонстрирован на юбилейном вечере в честь 125-летия Валентина Парнаха в Таганрогском краеведческом музее.

## Цитаты
- «Документальный фильм таганрожца Михаила Басова „Валентин Парнах: не здесь и не теперь“ возвращает в российскую культуру практически забытое имя человека, который привёз в Россию джазовую музыку»[10] — Николай Проценко, 2011.
- «Если на доме в Таганроге, где жили не только Валентин Парнах, но и его сёстры — поэтесса София Парнок, которой восхищался Ходасевич, и детская писательница Елизавета Тараховская, — до сих пор нет даже мемориальной доски, о какой поддержке можно говорить. Да я на это и не рассчитывал. Когда я понял, что у нас в государстве во всём нужно рассчитывать на себя, я перестал тратить силы на ненужные поиски, уговоры, унижение. Я сказал себе: у меня есть маленькая камера, которой, кстати, для документального кино вполне хватает, много энтузиазма и замечательные друзья и родственники — спасибо всем им огромное. Это единственный способ»[10] — Михаил Басов, 2011.

## Интересные факты
- Работая над фильмом «Валентин Парнах: не здесь и не теперь», режиссёр Михаил Басов совершил своеобразное открытие: оказывается, Валентин Парнах снимался в эпизоде знаменитой музыкальной комедии Григория Александрова «Веселые ребята» (в титрах не указан)[10].